# Maryja Filončyk
Maryja Vasil'eŭna Filončyk (in bielorusso Марыя Васільеўна Філончык?; Babrujsk, 10 gennaio 1992) è un'ex cestista bielorussa.

## Carriera
Con la Bielorussia ha disputato i Giochi olimpici di Rio de Janeiro 2016 e i Campionati europei del 2017.